# Buster Johnson

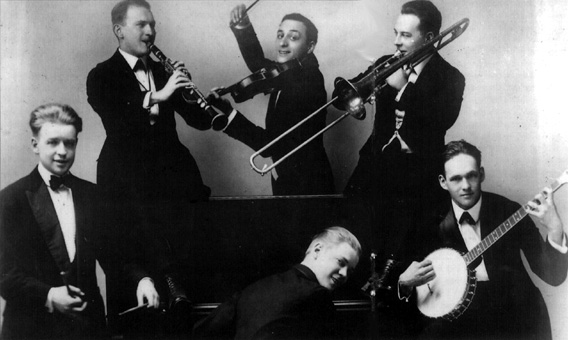
Buster Johnson (längst till höger i övre raden) med Frisco Jass Band 1917.

Theron E. "Buster" Johnson, född 27 juni 1885 i Zanesville i Ohio, död 3 maj 1960 i Roseville i Kalifornien, var en amerikansk jazzmusiker (trombonist).

## Tidig karriär
Johnsons göranden före 1917 är föga kända. Omkring detta år anlände han till New York, troligen med en turnerande show från Kalifornien. Tillsammans med violinisten och dansaren Marco Woolf, saxofonisten Rudy Wiedoeft, pianisten Arnold Johnson samt en banjoist och en trumslagare bildade Johnson vid denna tid orkestern Frisco Jass Band. Orkestern efterträdde de svarta New Orleans-musikerna i Original Creole Orchestra i vinterträdgården på nöjesetablissemanget Doraldina's Montmartre (beläget i hörnet av Broadway och 50:e gatan) och framträdde där under ett engagemang på 11 veckor. Orkestern blev populär och som resultat härav fick den mellan maj och augusti 1917 göra ett tiotal fonografinspelningar för Edison (en av melodierna man spelade in hette till och med Johnson's "Jass" Blues, titeln syftar dock snarare på Arnold än Buster Johnson; den förre är nämligen dess kompositör).
Efter engagemanget i New York återvände Buster Johnson till Kalifornien. Han spelade här i en kvintett med bland annat Henry Busse (trumpet) och Gus Mueller (klarinett), två musiker med vilka Johnson senare skulle samarbeta även i andra sättningar. Trion komponerade någon gång under perioden 1918–1919 melodin Wang Wang Blues (de lät förlägga den i december 1919). Sedan Mueller i september 1918 inkallats till armén övergick Johnson troligen till Abe Lymans då nybildade orkester i Santa Monica.

## Med Paul Whiteman i Kalifornien och New York
Johnsons eventuella vistelse hos Lyman blev inte långvarig. Redan i december 1918 hade han (jämte Busse och Mueller) i stället värvats till en av Paul Whitemans allra tidigaste egna orkestrar för ett engagemang på Fairmont Hotel i San Francisco. Sedan Whiteman i slutet av januari 1919 drabbats av överansträngning övertog Busse ledningen av bandet under återstoden av engagemanget medan Whiteman, sedan han återhämtat sig, bildade en ny, mindre ensemble.
Redan i december 1919 samlade dock Whiteman ånyo en större orkester, nu för ett engagemang på Alexandria Hotel i Los Angeles. Johnson liksom Busse och kort därefter även Mueller värvades även till denna orkester, och det blev med denna sättning Whiteman fick sitt verkliga genombrott, först i Kalifornien och senare även på östkusten. I april 1920 lämnade orkestern Los Angeles för att framträda på Ambassador Hotel i Atlantic City. Under detta engagemang upptäcktes orkestern av Calvin Childs, en anställd vid skivbolaget Victor, och inbjöds som resultat härav att göra en serie provinspelningar den 8 augusti 1920; Johnson var härvid den enda orkestermedlemmen med tidigare studiovana. Fyra titlar spelades in, alla egentligen endast avsedda som tester, men en av dem befanns sedermera god nog att även utgivas kommersiellt, nämligen just Johnsons, Busses och Muellers Wang Wang Blues. Skivan, med ett 32-takters solo av Johnson, blev en av Whitemans tidiga storsäljare och melodin spelades även in av en rad andra orkestrar. Senare har den inlemmats i jazzmusikens standardrepertoar och bland annat tolkats av jazzstorheter som King Oliver, Fletcher Henderson och Benny Goodman.
Ungefär samtidigt med att orkesterns skivframgångar började överflyttade den från Atlantic City till New York med ett tvåårigt kontrakt på dagliga framträdanden på Palais Royal. Parallellt följde nya skivinspelningar. Johnson hann medverka på ett tiotal utgivna sidor med Whitemans orkester, och kan höras som solist på bland annat Best Ever Medley samt i ett flertal trumpet-trombonduetter med Henry Busse.
Den 22 november 1920 valde dock såväl Johnson som Gus Mueller att lämna Whitemans orkester för att återvända till Kalifornien. De ersattes av Sam Lewis respektive Ross Gorman.

## Senare karriär
Åter i Kalifornien blev Johnson (liksom Mueller) troligen åter medlem av Abe Lymans orkester. Enligt Ate Van Delden är trombonisten på Lymans tidigaste skivinspelningar (för Nordskog 1922) antingen Johnson eller Vic Smith. Omkring 1924 var Johnson medlem av pianisten Vincent Roses orkester, vilken uppträdde på Montmartre Café i Hollywood. Med denna orkester gjorde Johnson några inspelningar för Victor av vilka han står som medkompositör till Helen Gone (Victor 19398). Kort därefter återvände Johnson dock till östkusten och Atlantic City där han framträdde med sin hustru, dansösen Peggy Marsh, och en orkester under ledning av Tom Satterfield. 
Om Johnsons karriär de påföljande åtta åren tycks ytterst litet vara känt. Säsongen 1932–1933 dyker han dock plötsligt upp igen: nu som medlem av husorkestern på Raffles Hotel i Singapore. Enligt sina medmusiker ska Johnson – annars beskriven som en tystlåten, glasögonbeprydd herre – ha utmärkt sig för två saker under denna asiatiska sejour; dels sin vårdslösa bilkörning (vilken renderade honom mycket höga böter), dels för att han anlade en mer eller mindre japansk livsstil i allt från kläder och matvanor till boende. Saxofonisten Joe Speelman har också vittnat om att Johnson, då han tränade, spelade de mest märkliga oljud på sin trombon med motiveringen att detta var nödvändigt för att kunna hantera instrumentet rätt.
Efter engagemanget i Singapore blir uppgifterna kring Johnson åter sparsamma. Det sista musikaliska livstecknet från honom verkar vara hans medverkan – tillsammans med ett antal andra veteraner från Paul Whitemans tidiga orkester – på en nyinspelning av Wang Wang Blues, gjord 1945 för skivbolaget Capitols skivserie The History of Jazz.